# El Manantial (Panama)
El Manantial è un comune (corregimiento) della Repubblica di Panama situato nel distretto di Las Tablas, provincia di Los Santos. Si estende su una superficie di 27,4 km² e conta una popolazione di 909 abitanti (censimento 2010).